# واد ايغمان (أنفاليس)
واد ايغمان هو دُوَّار يقع بجماعة عوينة يغمان، إقليم آسا الزاك، جهة كلميم واد نون في المملكة المغربية. ينتمي الدوّار لمشيخة أنفاليس التي تضم 4 دواوير. يقدر عدد سكانه بـ 82 نسمة حسب الإحصاء الرسمي للسكان والسكنى لسنة 2004.

## روابط خارجية
- البوابة الوطنية للجماعات الترابية
- المندوبية السامية للتخطيط